# Questacon

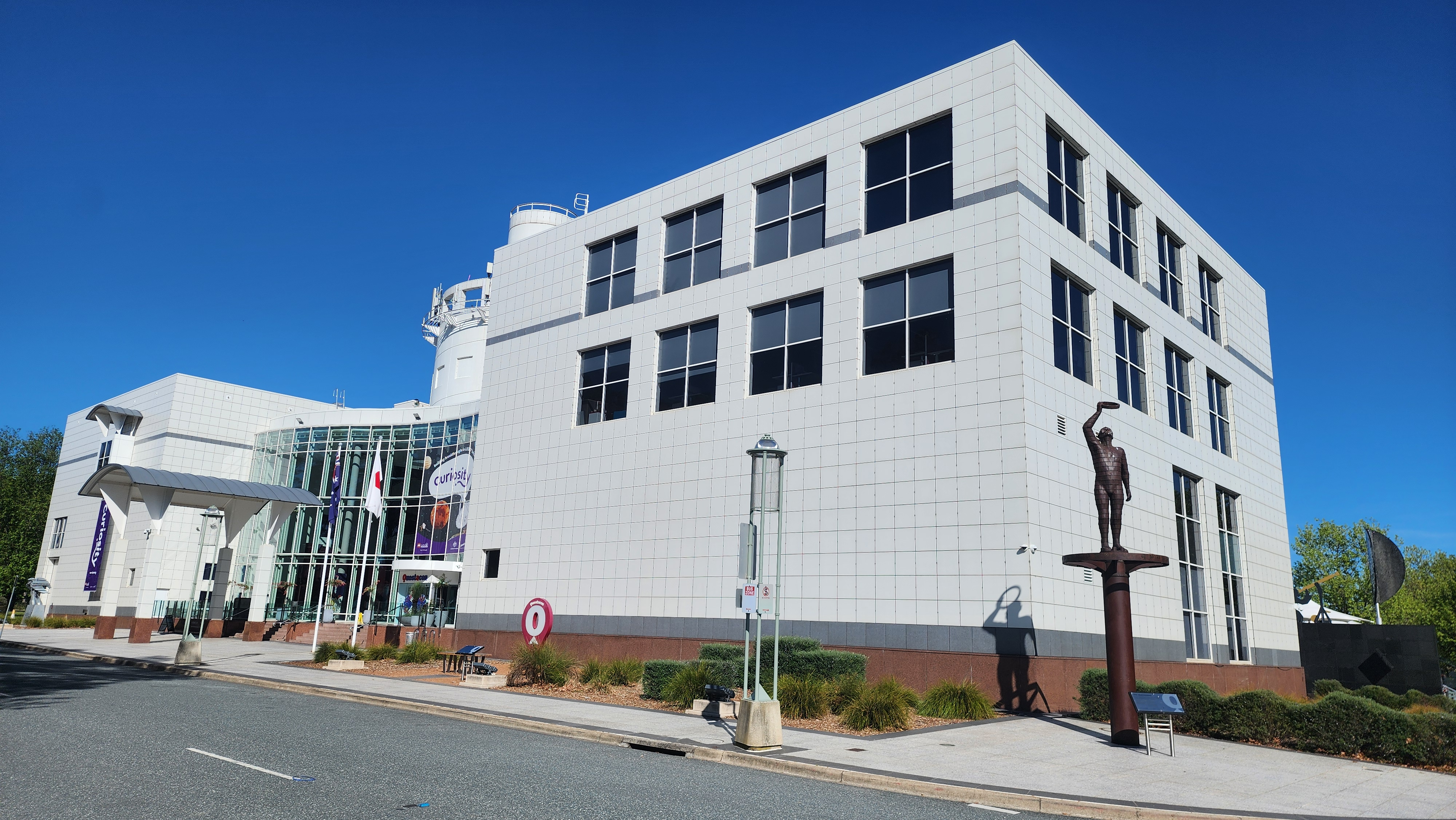
Questacon bâtiment.

Le Questacon - le Centre National des Sciences et de la Technique - est situé sur la rive meridionale du lac Burley Griffin, à Canberra, en Australie. Il s'agit d'un grand centre avec plus de 200 expositions interactives relatives à la science et la technologie.
Le "Questacon" a ouvert ses portes en 1980 à l'école primaire d'Ainslie (en). C'était le premier centre interactif des sciences en Australie. Il a été développé par le professeur Mike Gore, professeur de physique de l'Université nationale australienne. Le professeur Gore est devenu le premier directeur de Questacon - Le Centre National des Sciences et de la Technique créé par le gouvernement australien en 1986. Le directeur actuel est le professeur Graham Durant.
Le bâtiment de Questacon a été un don du Japon à l'Australie pour le bicentenaire de l'arrivée des premiers européens en 1988 et a été inauguré le 23 novembre 1988. Le gouvernement ainsi que des entreprises japonaises ont contribué  1 milliard de yens, la moitié du coût total: 19,64 millions de dollars australiens.
Le centre est divisé en sept galeries sur différents étages, accessibles par une rampe en spirale située autour d'un noyau central. En septembre 2007, les sept galeries étaient occupées par: 
1. Quest Sports, avec quelques défis physiques surprenants.
2. Sideshow, peut-être la plus populaire des expositions, s'intéressant à la science à travers le cirque. Y sont exposés un toboggan géant de six mètres soixante de haut, et Track Attack, un simulateur de montagnes russes.
3. MiniQ, une exposition conçue pour les enfants âgés jusqu'à 6 ans. On y trouve une aire de jeux d'eau, un espace sensoriel et une zone de détente.
4. Longueur d'onde qui s'intéresse à la lumière et au son. On peut y découvrir la lumière polarisée, les lentilles de Fresnel et les hologrammes.
5. Terre effrayante où l'on étudie les catastrophes naturelles et la géologie. On y trouve une bobine Tesla et un simulateur de séisme.
6. Mangés vifs, une exposition sur les prédateurs et les proies.
7. L'usine de l'Imagination, de l'Invention et du Jeu.

Les galeries emploient du personnel rémunéré, ainsi qu'une équipe d'environ 60 bénévoles. Les bénévoles utilisent parfois des chariots de découverte pour embarquer les petits enfants et leur faire visiter le centre.